# Bergbauer

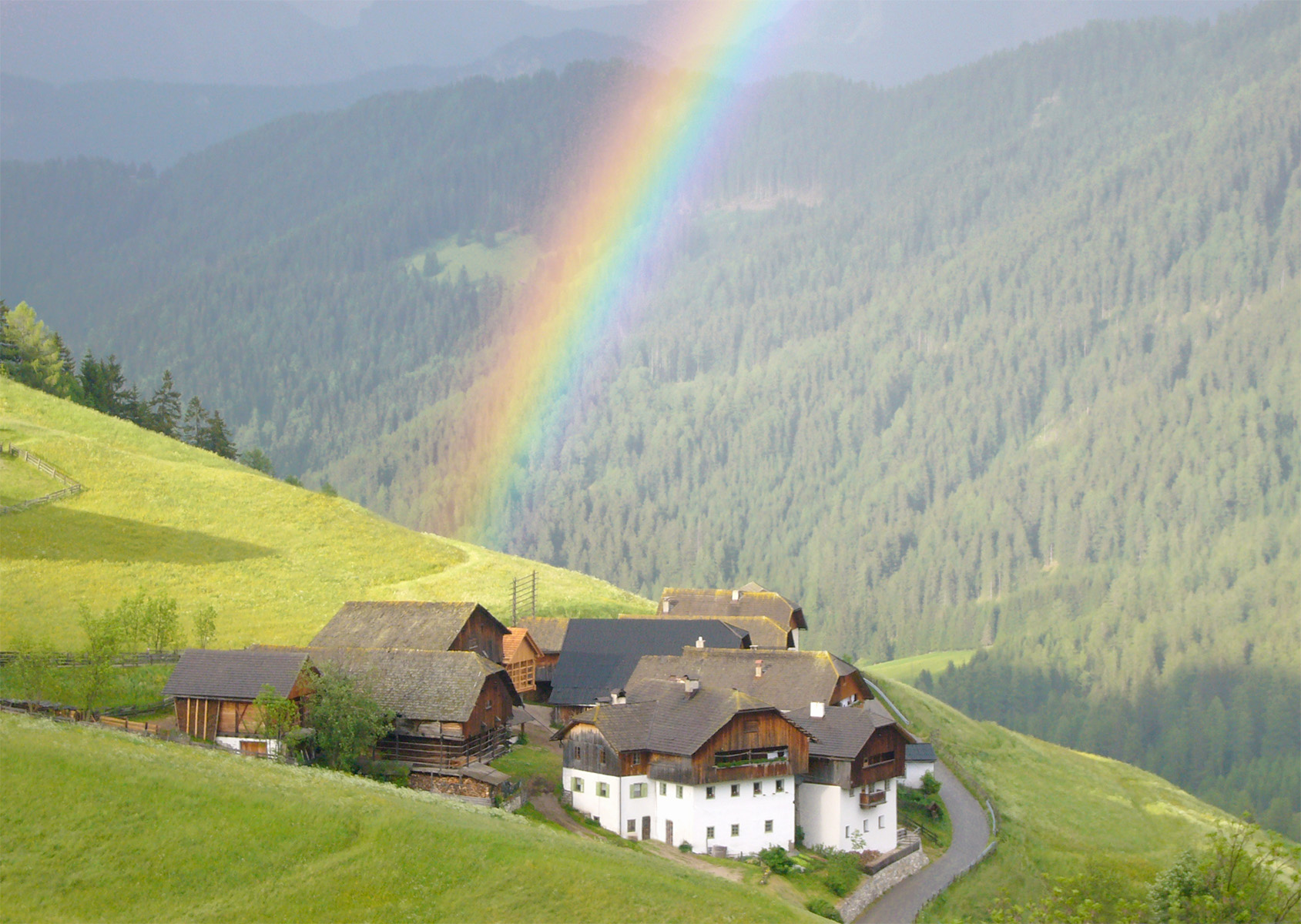
Bergbauernhöfe von Seres in San Martin de Tor in Südtirol auf 1.605 m Höhe

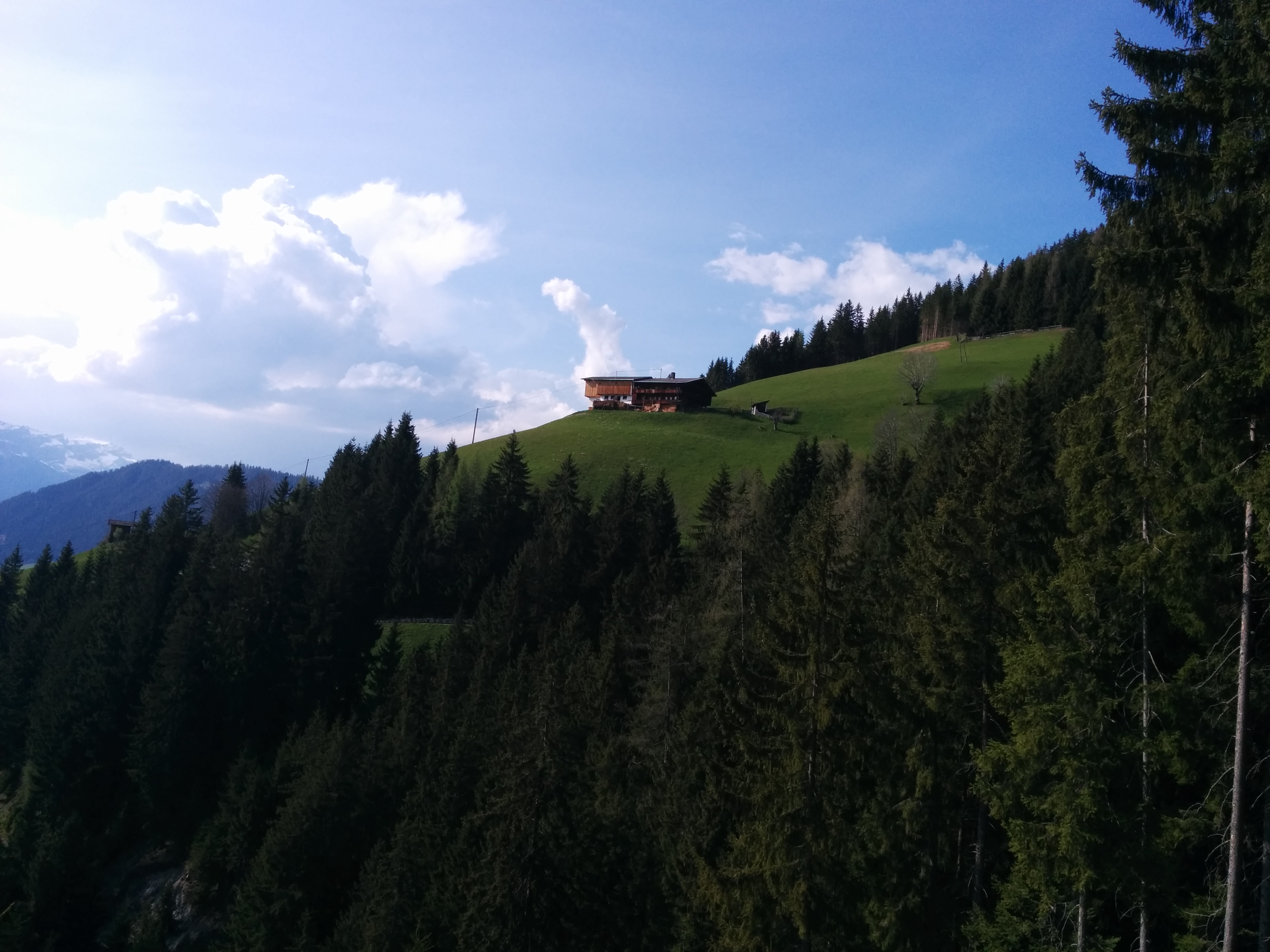
Ein Bergbauernhof in Alpbach, Tirol

Ein Bergbauer ist ein Landwirt im Gebirge. Gekennzeichnet ist ein Bergbauernbetrieb durch den meist schwierigen bis nicht möglichen Einsatz von technischen Geräten aufgrund der Hanglage und -neigung. Außerdem ist die Bewirtschaftung durch extreme klimatische Bedingungen sowie schlechte Erreichbarkeit der Weiden und Äcker erschwert.

## Beschreibung

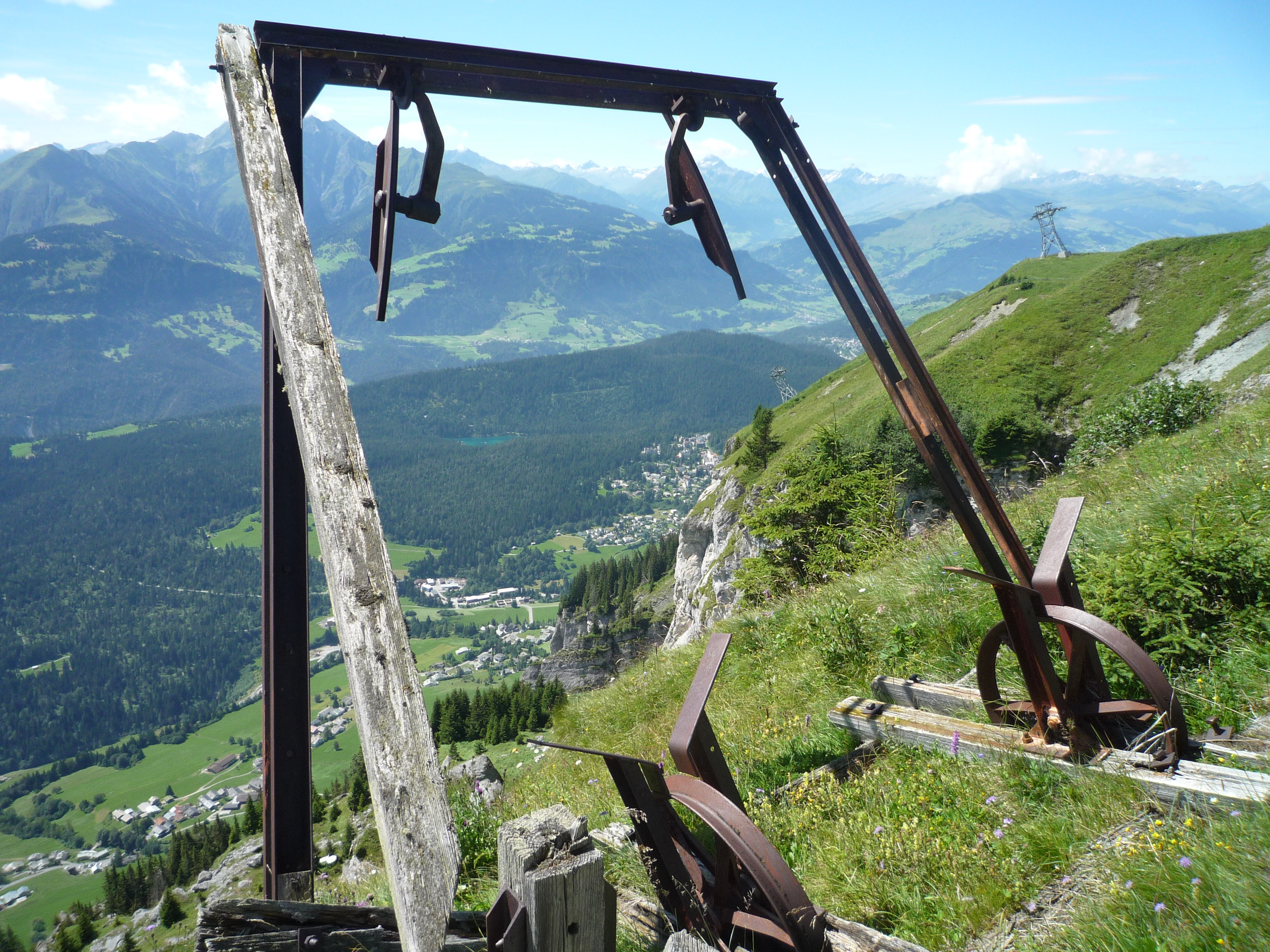
Ein Mast der alten Seilbahn zur Alp auf den Flimserstein, im Hintergrund die zwei Masten der als Ersatz erstellten neueren Seilbahn

Zu den typischen Immobilien des Bergbauers gehören ein Bergbauernhof und je nach Lage auch eine oder mehrere Almen, die aber nur im Sommer zur Viehwirtschaft und zur Käseherstellung verwendet werden. Hierdurch ergibt sich die Notwendigkeit zum zweimaligen Viehtrieb im Jahr, dem Almauftrieb im Frühling sowie dem Almabtrieb im Herbst. Der Tierbestand besteht überwiegend aus Ziegen, Schafen und Kühen. Typische Produkte sind Butter, Käse und Rindfleisch. Neben der (Direkt)Vermarktung dieser bäuerlichen Produkte stellt auch der Tourismus eine zunehmend wichtige Einnahmequelle dar (z. B. Urlaub am Bauernhof). Heu (getrocknetes Gras) wird auf den Wiesen gemäht, während Ackerbau allenfalls in kleinstem Maßstab für den Eigenverbrauch in Form eines Küchengartens möglich ist, da ab einer gewissen Höhenlage der Anbau nicht mehr wirtschaftlich ist.
Landwirtschaftliche Seilwege (das heißt Seilbahnen) werden dort eingesetzt, wo einfache Fahrwege aus verschiedenen Gründen (Gelände, Naturschutzgebiet) nicht angelegt werden können. Sie dienen zum Transport von Heu, Dünger, Materialien und dem Transport der erzeugten Produkte. Zur Erschließung von extrem gelegenen Bergbauernhöfen und abgelegenen Almen ohne Fahrweg werden auch Materialseilbahnen mit Personenbeförderungen (mit eingeschränktem Benutzerkreis) eingesetzt, wo die Errichtung einer Zufahrt einen unverhältnismäßigen Aufwand bedeuten würde.

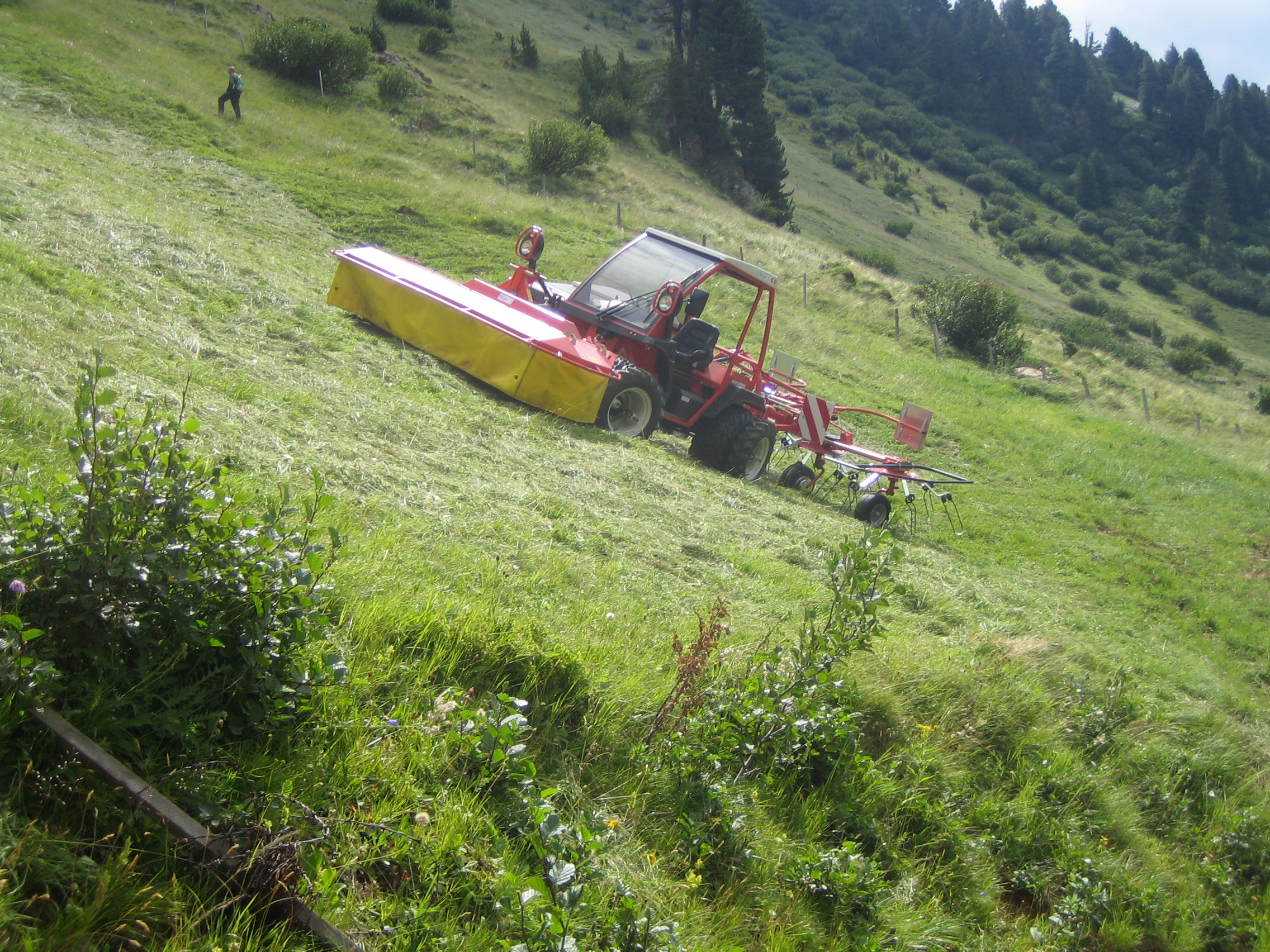
Bewirtschaftung einer Bergwiese mit einem Spezialtraktor zur Bergmahd

## Geschichte
Im Frühmittelalter waren Bergbauernhöfe extrem selten, da es genug bewirtschaftbares Land gab. Erst mit der hochmittelalterlichen Bevölkerungsexplosion wurde die Erschließung dieser schwierig zu bewirtschaftenden Flächen attraktiver.
Zur Anpassung an die schwierigen Wegeverhältnisse im Hochgebirge gehörten die Stadel. Sie dienten nicht nur als Heuschober, sondern auch als Stall. Das auf abgelegenen Wiesen gemähte Heu wurde an Ort und Stelle im Stadel gelagert. Das Vieh wurde im Winter von einem Stadel zum anderen getrieben, wenn ein Stadel leer gefressen war.
Pioniere in der Anlage von Dauersiedlungen in ungünstigen Lagen waren die Walser. Ihre Ansiedlung in Hochtälern wurde von den Landesherren gefördert, war aber bei der eingesessenen Bevölkerung tieferer Tallagen eher unbeliebt, denn sie verloren dadurch ihre Almen.
Für einen nachgeborenen Bauernsohn, der keine Aussicht auf Hofnachfolge hatte, war es attraktiver, eine bescheidene Eigenständigkeit als Bergbauer zu haben, als sich als Knecht zu verdingen.

## Wirtschaftliche Situation
Durch die Beweidung der hochgelegenen Flächen wird das Auftreten von Erosion (Hangrutschungen) verhindert und eine Verwaldung verzögert, was auch das für den Tourismus günstige Landschaftsbild erhält. Die Weiden werden durch den Kot (Mist) der Tiere gedüngt. Die mangelnde Konkurrenzfähigkeit der Bergbauern im Vergleich zu großflächigen Betrieben im Flachland mit großem Rationalisierungspotential wird in der Regel durch staatliche Förderungen ausgeglichen. Trotzdem sind viele Standorte von Abwanderung bedroht. Die Feststellung der Besonderheit eines Bergbauernbetriebs gegenüber den übrigen land- und forstwirtschaftlichen Betrieben erfolgt durch die Einteilung der Flächen in sogenannten Erschwerniszonen anhand von Katasterplänen, in denen der Boden aufgrund verschiedener Faktoren (Fläche, Klimastufe, Hangneigung) in Zonen mit verschiedener Bearbeitungs- und Nutzungserschwernis eingeteilt wird.
Das Selbstverständnis der Subventionsempfänger Bergbauern drückt sich nicht nur in der Rolle als Landschaftspfleger aus, sondern auch in der Erzeugung hochwertiger, nicht-industrieller, naturnaher Produkte. Meist wird eine Zusammenarbeit mit dem Tourismus der Region angestrebt. Die entsprechenden Betriebe fungieren als Abnehmer der Erzeugnisse. Weiterhin wird mit dem Anbieten von Unterkünften (Urlaub auf dem Bergbauernhof) eine weitere Einnahmequelle erschlossen. Zugleich wird mit der Verstärkung der Direktvermarktung (ab Hof oder auf Bauernmärkten) versucht, alte Wege wieder neu zu erschließen, um damit die relativ geringen Erlöse aus den Verkäufen an die großen Verarbeitungsbetriebe durch kleinere Mengen an höheren Erlösen in diesem Segment zu ergänzen.
Bergbauern-Milch stammt von Kühen staatlich anerkannter Bergbauern.